# 통일찬송가
통일찬송가는 2003년 3월 6일(Vol. 1) 12월 4일 (Vol. 2) 발행된 개신교의 기독교 찬송가이다. 558장으로 구성되어 있으며, 2007년 현재 21세기 찬송가(한국 찬송가)가 발간되었음에도 불구하고, 아직까지 일반적으로 쓰이고 있다.
2008년 내지 2009년까지만 해도 대부분의 교회에서 사용되고 있는 모습을 볼 수 있었다.

## 역사
한국찬송가위원회에서 편찬발행한 합동찬송가(개편찬송가)와 새찬송가위원회에서 편찬발행한 새찬송가를 1983년에 통일된 찬송가를 편찬 발간하였다.

## 통일찬송가 저작권
통일찬송가(외국 찬송가)는 최초공표일인 1983년을 기준으로 70년이 되는 해인 2054년까지 70년간 저작재산권의 보호를 받는다. 다만, 2054년이 돼서 70년이 지난 시점에서라도 "동일성유지권"과 "성명표시권"의 인격저작권이 있으므로 저작권보유자인 한국찬송가공회의 사용허락을 요청하여야 한다.

## 같이 보기
- 성경전서 개역한글판
- 패니 크로스비